# PLD Linux Distribution

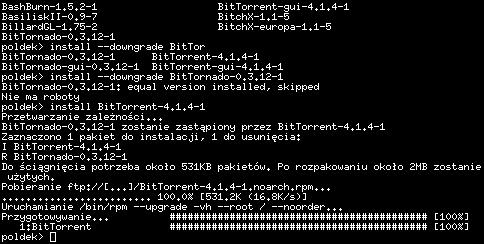
poldek – menadżer pakietów dla PLD

PLD (na początku Polish(ed) Linux Distribution, obecnie akronim rekurencyjny od ang. PLD Linux Distribution) – tworzona w Polsce dystrybucja systemu Linux.
Jest to dystrybucja przeznaczona dla zaawansowanych użytkowników, oparta na pakietach oprogramowania RPM, przystosowana do łatwego i szybkiego uaktualniania za pomocą narzędzia poldek.
PLD Linux kładzie nacisk na wsparcie nowoczesnych technologii sieciowych (IPv6), bezpieczeństwo (AppArmor, Grsecurity, PAM, GSSAPI, TLS/SSL) oraz elastyczne używanie różnych języków naturalnych do komunikacji z użytkownikiem. Głównym zastosowaniem dystrybucji są serwery sieciowe, ale dystrybucja nadaje się też na stacje robocze dla zaawansowanych użytkowników, którzy lubią poznawać system od wewnątrz.
Spośród innych dystrybucji PLD wyróżnia się dużym rozdrobnieniem pakietów obejmujących jak najmniejsze fragmenty oprogramowania (np. pojedyncze wtyczki i moduły). Dzięki temu pozwala administratorom drobiazgowo kontrolować funkcjonalność dostępnych aplikacji oraz ilość zajętej przestrzeni dyskowej.
Dystrybucja jest dostępna dla architektur: x86, PowerPC, SPARC (w tym SPARC32 jak i SPARC64 – programy użytkownika są jednak 32bitowe), Alpha oraz X86-64.
Wersja stabilna 1.0 (Ra) została udostępniona w postaci CD-ROM-ów przez CHIP Special Linux (Zima 2002) dla architektury i686. Pozostałe architektury dostępne w sieci w postaci obrazów płyt w formacie ISO 9660.
Dostępna jest również w wersji Live (uruchamiana bezpośrednio z płyty), bazująca na wersji 3.0 (Th) i  wykorzystująca środowisko graficzne GNOME.

## Dostępne wersje
- PLD 1.0/1.1 (Ra) – wersja wydana 22 listopada 2002, nie jest już wspierana
- PLD 2.0 (Ac) – wersja wydana 1 kwietnia 2007 jako stabilna, nie jest już wspierana[2]
- PLD 3.0 (Th) – wersja stabilna w ciągłym rozwoju

## Model rozwoju
Od wersji Th PLD przeszło w tryb "ciągłego rozwoju". To oznacza, że nie są planowane kolejne wydania dystrybucji, a Th będzie rozwijane w nieskończoność.
Repozytorium pakietów PLD Th jest podzielone na trzy sekcje. Główne repozytorium jest stabilne, repozytorium th-ready zawiera pakiety testowe, repozytorium th-test pakiety eksperymentalne. Nowy pakiet trafia do repozytorium th-test. Kiedy zostanie przetestowany, zostaje przeniesiony do th-ready. Po jakimś czasie, kiedy jest pewność, że pakiet działa prawidłowo oraz że są spełnione wszystkie jego zależności, pakiet jest przenoszony do głównego repozytorium. Dzięki temu PLD th zawiera najnowsze wersje oprogramowania a przy tym jest uznawane za stabilne.